# Clackmannan
Clackmannan (gael. Clach Mhanainn) è un borgo del Regno Unito in Scozia, nel Clackmannanshire, di cui era il capoluogo come suggerisce il nome.

## Monumenti e luoghi d'interesse

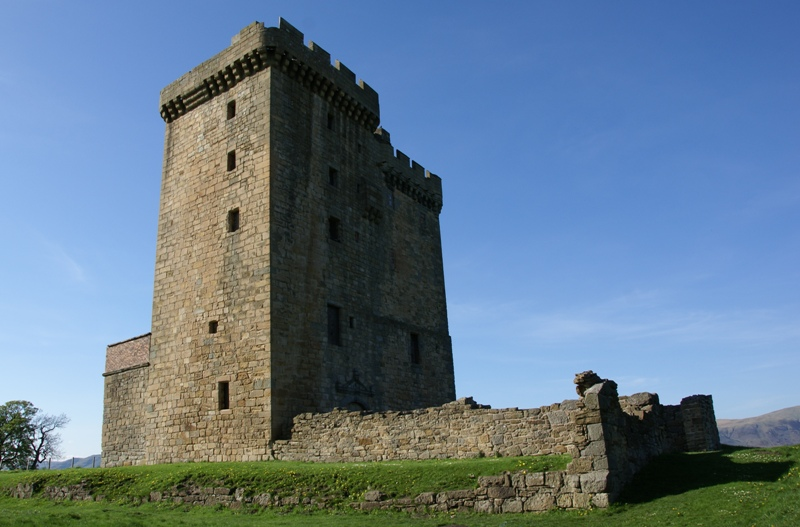
La Clackmannan Tower

- Clackmannan Tower (56°06′31.06″N 3°45′41.36″W): la Clackmannan Tower (torre di Clackmann) è una casa torre a cinque piani situata sulla sommità della King's Seat Hill a Clackmannan. Fu edificata nel XIV secolo dal re Davide II di Scozia e venduta a suo cugino Robert Bruce nel 1359.